# Карнегия
Карнегия (лат. Carnegiea) — монотипный род кактусов. Единственный вид — Карнегия гигантская (Carnegiea gigantea), или Сагуаро (исп. Saguaro), растение размером с дерево, произрастающее в Мексике и США (штат Калифорния и Аризона). Эндемик пустыни Сонора.
Изначально вид был отнесён к роду Цереус и носил название Цереус гигантский (Cereus giganteus), позже был выделен в отдельный род, который был назван в честь Эндрю Карнеги (1835—1919), американского предпринимателя, сталепромышленника и мультимиллионера, а также известного филантропа.

## Ареал
Пустыня Сонора и прилегающие территории: юго-восток Калифорнии, южная Аризона и северо-запад Мексики у берегов Калифорнийского залива.

## Биологическое описание
Кактус представляет собой огромную колонну, разветвлённую наподобие канделябра. Высота кактуса может достигать 18 м (по некоторым данным 20 м), толщина ствола-колонны — 65 см. Ствол растения имеет от 12 до 24 тупых рёбер с коричневыми околососковыми кружками. Длина колючек у этого кактуса может достигать 7 см. Листьев обычно нет, они бывают едва заметны лишь у проростков в виде мелких чешуек.
Цветёт с мая по июнь. Цветы одиночные, крупные, белые, пурпурно-красные, редко оранжевые, жёлтые или зеленоватые. Они появляются на более старых подушечках и бугорках растения. Цветок прямой, трубчатый, актиноморфный, изредка слегка асимметричный. Когда цветок открывается (это происходит ночью), он привлекает летучих мышей. Пока он остаётся открытым, в течение дня притягивает пчёл и колибри.
Содержит алкалоид карнегин.
Кактусы Сагуаро являются неотъемлемой частью пустынных пейзажей юго-запада Америки, символом пустыни Сонора, что простёрлась от Мексики до южных границ Аризоны. Чтобы не допустить исчезновения этих горделивых гигантов, был создан Национальный Парк Сагуаро.

## Охрана
Популярное утверждение, что в американском штате Аризона был принят закон, согласно которому каждому, кто срежет, срубит или иным другим способом повредит дикорастущий кактус, грозит наказание до 25 лет тюремного заключения, является неправдой. Однако стрельба по кактусам сагуаро в пустынях Аризоны происходила так часто, что власти штата были вынуждены объявить этот «спорт» вне закона. Нарушителям грозит 100 000 $ штрафа и три года тюремного заключения.
| Общий вид | Верхушка цветущего побега | Цветки |